# Паісій I Єрусалимський
Паїсій (? — 1660, Кастелорізо) — єрусалимський патріарх (1645—60). Спочатку — ігумен одного з йорданських монастирів, а потім — ігумен у Яссах. Підлеглий патріарха Софронія IV та родич патріарха Теофана III. Його описують як безземельного, ревного до богослужіння, доблесного, чесного, невисокого зросту, але величного, з довгою бородою.

## З життєпису
Після смерті патріарха Теофана Паїсій був обраний у 1645 році його наступником у Молдові отцями-агіотафітами, які були там, щоб запобігти втручанню константинопольського патріарха Парфенія II, який недолюблював Паїсія. Однак Вселенський патріарх негайно визнав обрання і відправив до Ясс митрополита Григоріо з Лариси разом з трьома іншими первосвящениками, щоб висвятити нового патріарха Єрусалимського. Отримавши від султана Ібрагіма підтвердження своїх патріарших прав, він відправився до Єрусалиму, де був прийнятий з великими почестями.
Бувши патріархом, відстоював церковні маєтності в Єрусалимі та Вифлеємі (нині місто в Палестинській автономії), на які претендувала вірменська церква, управляв володіннями патріархії в Молдові й Валахії. Шукав підтримки в московського царя Олексія Михайловича, здійснив подорож до Москви через Україну.

## Паїсій і Україна
Перебуваючи в Києві на початку грудня 1648, написав листа гетьманові Б.Хмельницькому, в якому звинувачував його в союзі з Кримським ханатом, ворогом християн. Разом із митрополитом Київським Сильвестром Косовим, міщанами й духовенством урочисто зустрічав гетьмана при в'їзді того в Київ 17 грудня 1648. Наприкінці грудня дав Б.Хмельницькому публічне розгрішення від усіх гріхів, заочно обвінчав його з М.Чаплинською, благословив на війну з поляками й, можливо, коронував на Руське князівство. У переговорах з московським царем Олексієм Михайловичем щодо надання козакам військової допомоги гетьман розраховував на підтримку патріарха.
Разом із Паїсієм Б.Хмельницький відправив у Москву С.Мужиловського. У січні 1649 вони прибули до Москви. Патріарх був посередником у переговорах із царем про підтримку Війська Запорозького у боротьбі з Польщею. Патріарх одержав милостиню й обіцяв служити цареві, повідомляти про ті справи, що його цікавлять. Повернувшись до Молдови, Паїсій продовжував підтримувати зв'язки з Б.Хмельницьким та московським царем Олексієм Михайловичем. Надіслав до Москви назаретського митрополита Гавриїла, який по дорозі зустрічався з Б.Хмельницьким і виконував місію посередника у переговорах гетьмана із царем. Перебуваючи на початку 1650 в Москві, порівнював Б.Хмельницького за заслуги в обороні православної віри з римським імператором Костянтином I Великим і називав його «Новим Мойсеєм». Патріарх схиляв до спільної боротьби проти турків також і молдовського та валаського господарів. 1655 року звернувся до московського царя Олексія Михайловича з проханням прийняти в московське підданство молдовського господаря Георгія Стефана. Грецьке духовенство, як вважають сучасні дослідники, сприяло прийняттю Богданом Хмельницьким рішення про протекторат «одновірного» московського царя.

## Смерть і поховання
Патріарх помер у Кастелорізо в 1660 році і був похований на вершині гори. Він був останнім Патріархом Єрусалиму, обраним Братством Гробу Господнього в Османський період, опісля вибори проводилися в Константинополі.